# Port lotniczy Catarman
Port lotniczy Catarman (IATA: CRM, ICAO: RPVF) – port lotniczy położony w Catarmanie, w prowincji Northern Samar, na Filipinach.

## Linie lotnicze i połączenia
| Linia Lotnicza | Kierunek                            |
| -------------- | ----------------------------------- |
| PAL Express    | 1. Cebu (od 1 marca 2025) 2. Manila |